# Derhatxí
Derhatxí (en ucraïnès i en rus Дергачи) és una ciutat de la província de Khàrkiv, Ucraïna. El 2021 tenia 17.433 habitants.

## Toponímia
Hi ha dues versions de l'origen del nom de la vila. La primera es correspon amb derkatx, el nom ucraïnès d'una guatlla que habita les riberes del riu proper Lopan. Una altra versió es correspon amb l'origen del nom del llegendari cosac Derkatx, que és considerat el fundador de la vila. Des del 1943, les autoritats soviètiques rebutjaren la variant ucraïnesa del nom Derkatxí' (amb la lletra k) i començaren a emprar només la versió russa, amb la lletra g.